# Entero de Eisenstein

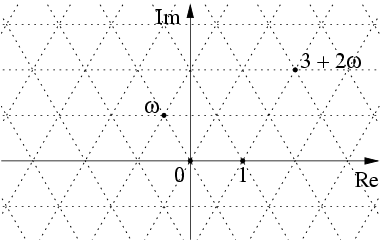
Enteros de Eisenstein como puntos de intersección de una retícula triangular en el plano complejo.

En matemáticas, en especial en la teoría de números, un entero de Eisenstein, llamado así en honor de Ferdinand Eisenstein, es un número complejo de la forma 
{\displaystyle z=a+b\,\omega }
donde a y b son números enteros y
{\displaystyle \omega ={\frac {1}{2}}(-1+i{\sqrt {3}})=e^{2\pi i/3}}
es una de las raíces cúbicas imaginarias de 1 .

## Propiedades
Los enteros de Eisenstein forman un anillo conmutativo de enteros algebraicos en el cuerpo de los números algebraicos Q(√−3). También forman un dominio euclidiano.
Para ver que los enteros de Eisenstein son enteros algebraicos nótese que cada z = a + bω es un cero del polinomio cuadrático de coeficiente principal = 1
{\displaystyle z^{2}-(2a-b)z+(a^{2}-ab+b^{2}).}
En particular, ω satisface la ecuación algebraica de coeficiente principal = 1; sus demás coeficientes son enteros racionales. 
{\displaystyle z^{2}+z+1=0.}
Si x e y son enteros de Eisenstein, diremos que x divide a y si existe algún entero de Eisenstein z tal que
y = z x.
Esto extiende la noción de divisibilidad para los enteros ordinarios, o sea los elementos del conjunto ℤ. Por lo tanto, podremos también extender la noción de primalidad; un entero de Eisenstein x será un primo de Eisenstein si sus únicos divisores son
{\displaystyle \pm x,\pm \omega x,\pm \omega ^{2}x,\pm 1,\pm \omega ,\pm \omega ^{2}}
—excepto porque no consideraremos ±1, ±ω o ±ω² en sí mismos como primos de Eisenstein — son unidades en el anillo de los enteros de Eisenstein, y cada uno tiene norma = 1.

## Relación con los primos de formax² −xy+y²
Puede demostrarse que un primo de la forma {\displaystyle x^{2}-xy+y^{2}} puede ser factorizado en
{\displaystyle (x+\omega y)(x+\omega ^{2}y)} y por lo tanto no es primo en el anillo de los enteros de Eisenstein. Nótese también que un número de la forma x² − xy + y² es primo si y solo si x + ωy es un primo de Eisenstein.

## Norma de un entero de Eisenstein
El anillo de los enteros de Eisenstein forma un dominio euclidiano cuya norma N es
{\displaystyle N(a+\omega b)=a^{2}-ab+b^{2}.} (1)
Esto puede deducirse considerando los enteros de Eisenstein como números complejos: puesto que
{\displaystyle N(a+ib)=a^{2}+b^{2}}
y puesto que
{\displaystyle a+\omega b=\left(a-{1 \over 2}b\right)+i{{\sqrt {3}} \over 2}b}
se deduce que
{\displaystyle N(a+\omega b)=\left(a-{1 \over 2}b\right)^{2}+{3 \over 4}b^{2}}
{\displaystyle =a^{2}-ab+{1 \over 4}b^{2}+{3 \over 4}b^{2}=a^{2}-ab+b^{2}}.

### Otro procedimiento
La norma de un entero de Eisenstein se puede definir como: 
{\displaystyle N(c+\omega d)=(c+\omega d)\times (c+\omega ^{2}d)}
pues se tiene {\displaystyle N(c+\omega d)=c^{2}+cd\omega +cd\omega ^{2}+\omega ^{3}d^{2}}
agrupando, teniendo en cuenta el cubo de omega, {\displaystyle N(c+\omega d)=c^{2}+cd(\omega +\omega ^{2})+1\times d^{2}}
como {\displaystyle \omega +\omega ^{2}=-1} resulta  {\displaystyle N(c+\omega d)=c^{2}-cd+d^{2}}, lo mismo que (1).

## Dominio euclidiano
Dados dos enteros de Essenstein c y d ≠ 0, existen dos enteros de Essenstein q y r tal que 
{\displaystyle c=dq+r,\ N(d)>N(r)} aunque q y r no sean únicos. Se sigue cumpliendo el algoritmo de Euclides.